# Anton Tus
Anton Tus (Bribir, 1931. november 22. – Zágráb, 2023. szeptember 4.) horvát tábornok, aki 1985 és 1991 között a Jugoszláv Légierő vezetőjeként szolgált, a horvátországi háború idején 1991 és 1992 között a horvát fegyveres erők első vezérkari főnöke volt. 

## Életpályája

### A Jugoszláv Néphadseregben
A Cirkvenica melletti Bribirben született. 1944-ben, tizenhárom évesen csatlakozott a Népi Felszabadító Hadsereghez és a jugoszláv partizánkülönítményekhez. A háború után a Légierő Akadémiáján végzett. A volt Jugoszláv Néphadsereg (JNA) minden típusú harci repülőgépét üzemeltette, és ő volt a Jugoszláv Légierő egyetlen pilótája, aki amerikai és szovjet szuperszonikus repülőgépekkel is repült. 1985-től 1991 júniusáig Tus tábornok volt a Jugoszláv Légierő és Légvédelem (JRZ) parancsnoka. A JNA-ban altábornagyi rangig jutott. 
1991 májusában a Jugoszláv Szocialista Szövetségi Köztársaság miniszterelnöke, Ante Markovic el akarta mozdítani Veljko Kadijević hadseregtábornokot, és Tus tábornokot akarta kinevezni új szövetségi védelmi miniszternek, aki akkor még a JNA belgrádi parancsnokságán tevékenykedett. A terv az volt, hogy semlegesítsék a Milosevics-párti erőket a JNA-ban, így Tus tábornok a JNA élén, Stjepan Mesić az elnökség élén, Markovic pedig a Szövetségi Végrehajtó Tanács (SIV) élén legyen. Tus tábornok egyetértett a tervvel, és Zágrábba érkezése után Markovic tárgyalt erről Franjo Tuđman elnökkel is. Bár Tuđman elnök azt mondta, hogy fontolóra veszi a tervet, az kudarcot vallott, miután Tus tábornokot kinevezték a Horvát Fegyveres Erők első vezérkari főnökévé. 

### Tevékenysége a horvátországi háborúban
1991 szeptemberében Tus tábornok csatlakozott a horvát hadsereghez (HV), melynek ő lett az első vezérkari főnöke. Ebben a beosztásban 1992 novemberéig maradt. A JNA-ból a HV-hez érkezett hivatásos katonákkal folyamatosan nyomást gyakorolt Tuđman elnökre, hogy nem nyerheti meg a háborút, és nem hajthat végre támadó hadműveleteket, ha kizárólag a „rendőrségre támaszkodik”, mert ezek olyan erők, amelyek elsősorban az ország védelmi feladatait tudják hatékonyan ellátni, de támadásra nem alkalmasak. Ennek ellenére Tuđman elnök egészen a végsőkig úgy gondolta, hogy a háború elkerülhető, és nem sietett a hadsereg megalakításával. Tus tábornok nehéz és heves vitákat folytatott vele ebben a kérdésben, mert Tuđman elnök mindenképpen el akarta kerülni a háborút, vagyis nem akarta, hogy a harcok fellángoljanak. Tus tábornok szerint Tuđman elnök meg volt győződve arról, hogy a nemzetközi közösség beavatkozik és megakadályozza a konfliktus eszkalációját.
Amikor már komoly fegyveres összecsapások kezdődtek Horvátország területén, Tus tábornok meggyőzte Tuđman elnököt, hogy nincs több idő a várakozásra. Két hónap telt el azóta, hogy szerbek és a JNA egységei Szerbiából és Bosznia-Hercegovinából benyomultak Horvátországba. Tus mint a horvát fegyverkezés, a stabilitás és a saját erőibe vetett hit képviselője elsőként a varasdi JNA laktanya elfoglalását szorgalmazta. Tuđman elnök Tus tábornok és más JNA tisztek nyomására végül jóváhagyta az akciót. Tus tábornok szerint a horvát hadsereg első igazi műveletei a belovári laktanyák és a pločei kikötő megtámadása és elfoglalása voltak 1991-ben. Az itteni JNA laktanya elleni tíz napos támadás során a HV-nek körülbelül 150 páncélozott szállítójárművet, 220 harckocsit, 400 db 100 mm-nél nagyobb ágyút, 200 000 automata rohampuskát és több millió lőszert sikerült megszereznie. Tus szerint képzett tisztek fektették le a HV alapjait, megerősítették a horvát hadsereget és meggyengítették a JNA-t. A JRZ és a Jugoszláv Haditengerészet (JRM) már aligha működhetett, miután a horvátok és a szlovének kiléptek a JNA-ból.
1991-1992 telén Tus más HV tisztekkel együtt kidolgozta a frontális támadás tervét, és Horvátország megszállt területei minél nagyobb részének felszabadítását. Szerinte a Bljesak-hadműveletnek már 1991-1992 telén meg kellett volna megtörténnie, de a január 2-ai fegyverszünet megállította az egész akciót. A vezérkar vezetőjeként Tus összetűzésbe került Gojko Šušak védelmi miniszterrel, akit az ország „neousztasa” vonalának vezetőjének tartott. Šušak, noha nem volt katona, elkezdett beavatkozni a hadsereg munkájába, azaz parancsokat adott ki a vezérkar tudta nélkül. Tus ezért panaszt tett Tuđman elnöknél, azzal érvelve, hogy a védelmi miniszter ugyan hatással lehet a hadseregre, de nem közvetlenül, hanem csak a vezérkar főnökével egyetértésben vagy az elnökön mint főparancsnokon keresztül. 
Tus szerint a honvédő háború alatt két parancsnoki vonal működött, az egyiket a vezérkar, a másikat Šušak miniszter vezette. A „kettős parancsnoki vonal” legdrasztikusabb példájaként Tus a bosanska posavinai megállapodást említi. Tus szerint a HV igyekezett megtartani a Szávamentét, de Šušak miniszter 1992 májusában már megállapodott Radovan Karadžić-tyal annak átadásáról. Tus egy értekezleten felvetette Bród elestének kérdését azzal, hogy közvetlenül kérdezte Tuđman elnököt, hogy miért bontották le azt a hidat, amelyen a vezérkar a város védelmére akart erőket küldeni, és kinek a döntésével vonták ki a HV erőket. Tus nem tudott ezekről a döntésekről. A tábornoknak röviden elmondták, hogy a HV-erők rombolták le a hidat, Tuđman elnök pedig azt mondta, hogy ő sem ismer minden részletet.
1995-ben Tus tábornok személyesen szorgalmazta az Una hadművelet lebonyolítását, mivel ez Horvátországban és Bosznia-Hercegovinában nemcsak katonai, hanem politikai vereséget is jelentett a Nagy-Szerbia-gondolatnak. A háború után Tuđman elnök fő katonai tanácsadója volt. 2001 és 2005 között a Horvát Köztársaság misszióját is vezette az Észak-atlanti Szerződés Szervezete (NATO) központjában.

## Fordítás
Ez a szócikk részben vagy egészben  az   Anton Tus című horvát Wikipédia-szócikk ezen változatának fordításán alapul.  Az eredeti cikk szerkesztőit annak laptörténete sorolja fel. Ez a jelzés csupán a megfogalmazás eredetét és a szerzői jogokat jelzi, nem szolgál a cikkben szereplő információk forrásmegjelöléseként.